# Hylaeus panamensis
Hylaeus panamensis là một loài Hymenoptera trong họ Colletidae. Loài này được Michener mô tả khoa học năm 1954.